# Wladimiro Curatolo
Wladimiro Curatolo (Foggia, 4 maggio 1915 – 7 ottobre 1993) è stato un politico italiano.
Fu senatore durante la VI legislatura.

## Biografia
Crebbe in una famiglia patriarcale che lo vide terzo di otto figli. Terminati gli studi classici, nel 1933, si iscrisse alla facoltà di Giurisprudenza; non ancora giunto alla laurea, grazie al curriculum universitario e a quello liceale, fu chiamato dal Preside dell'Istituto Magistrale di Foggia, ad insegnare lettere, su delega del Dirigente scolastico, a causa della carenza di insegnanti.
Successivamente, conclusi gli studi presso la Facoltà di Giurisprudenza a Bari, conseguì la laurea di Dottore in Filosofia, presso l'Università degli Studi di Napoli Federico II. Anche questa seconda laurea conseguita a pieni voti.
Frequentò l'Azione Cattolica, alla quale si iscrisse sin dal 1929, successivamente fu Reggente della FUCI, dal 1934 al 1935. Fu anche iscritto al Movimento dei Laureati Cattolici. Presso la FUCI ebbe modo di incontrare di nuovo Aldo Moro, già collega di studi universitari e di conoscere Amintore Fanfani, Giulio Andreotti ed altri personaggi che avranno successivamente ruoli rilevanti nella storia d'Italia.
Richiamato alle armi nella seconda guerra mondiale con il grado di tenente, fu collocato di stazione a Padova presso la sede approvvigionamento e stoccaggio alimenti alle truppe. Poi con il grado successivo di capitano, fu dirottato al controllo campi e reclute, presso la sede romana dell'Esercito dove rivide nuovamente Aldo Moro. Con Moro e con altri pochi amici, nel periodo più buio dell'occupazione nazista e poco prima dello sbarco degli alleati, rientrò a Foggia.
Il periodo del dopo guerra si dedicò all'insegnamento presso l'Istituto Magistrale, prima a Foggia e successivamente a Lucera dove fu nominato Preside dell'Istituto rimanendovi sino al 1962.
Nel 1963 fu chiamato alla Direzione Generale del Consorzio di Bonifica della Capitanata. Prima di tale incarico, la sua carriera politica lo aveva visto all'interno della Democrazia Cristiana, partito nel quale ha sempre militato. Infatti, nel dopoguerra, dividendosi tra la famiglia e il lavoro, su invito di Aldo Moro, si recò presso la gran parte dei paesi della provincia di Foggia.
Alle elezioni politiche del 1972 conquistò per la prima volta, da parte della DC, il collegio senatoriale Foggia San Severo, con 52.000 preferenze. Eletto senatore indirizzò il suo impegno sulle questioni della propria terra, con particolare attenzione alle tematiche dell'agricoltura.
Ottenne in seguito l'onorificenza di Cavaliere della Repubblica, prima e di Commendatore poi.

## Opere
- Le grandi Opere del Mezzogiorno
- Mezzogiorno d'Italia e programmazione
- La bonifica, bene supremo del Mezzogiorno (Storia, realtà d'oggi, sviluppi tecnici e sociali)